# Cúp bóng đá châu Phi 2006
Cúp bóng đá châu Phi 2006 là Cúp bóng đá châu Phi lần thứ 25, được tổ chức tại Ai Cập từ ngày 20 tháng 1 đến ngày 10 tháng 2 năm 2006. Chủ nhà Ai Cập giành chức vô địch lần thứ 5 sau khi vượt qua Bờ Biển Ngà 4-2 trên chấm 11m sau 120 phút thi đấu chung kết với tỉ số không bàn thắng.

## Vòng loại
Vòng loại của giải diễn ra từ 10 tháng 3 năm 2003 đến 8 tháng 10 năm 2005. Khác với những giải trước, giải này không có vòng sơ loại. Do đó vòng loại chia ra nhiều bảng hơn gồm 49 đội chia làm 5 bảng để chọn lấy 13 đội đầu bảng và đội thứ nhì có thành tích tốt nhất vào vòng chung kết cùng đương kim vô địch Cameroon và chủ nhà Tunisia. Vòng loại này cùng là vòng loại Giải vô địch bóng đá thế giới 2006.

### Các đội tham dự

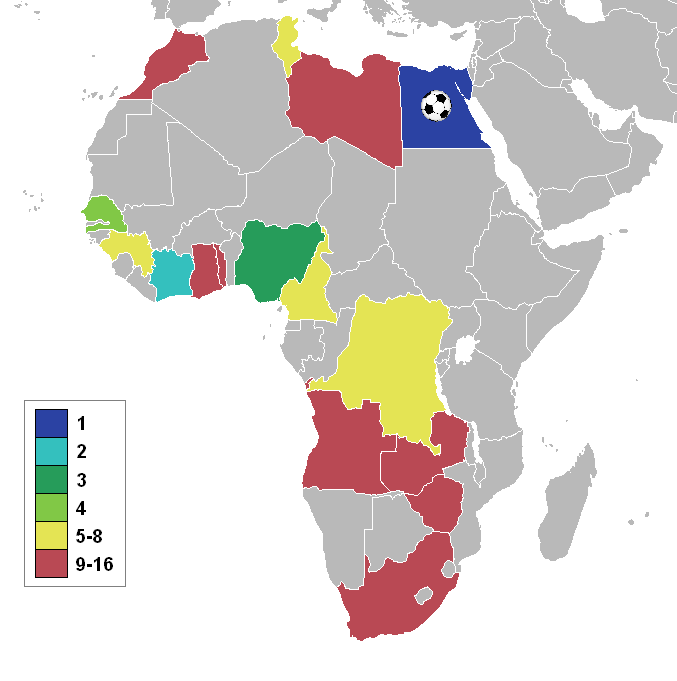
Các đội tham dự giải đấu

| - Angola - Cameroon - CHDC Congo - Bờ Biển Ngà - Ai Cập (chủ nhà) - Ghana - Guinée - Libya | - Maroc - Nigeria - Sénégal - Nam Phi - Togo - Tunisia (đương kim vô địch) - Zambia - Zimbabwe |

## Địa điểm
| CairoAlexandriaPort SaidIsmailia | CairoAlexandriaPort SaidIsmailia | Cairo                      | Cairo                               |
| -------------------------------- | -------------------------------- | -------------------------- | ----------------------------------- |
| CairoAlexandriaPort SaidIsmailia | CairoAlexandriaPort SaidIsmailia | Sân vận động Quốc tế Cairo | Sân vận động Học viên Quân sự Cairo |
| CairoAlexandriaPort SaidIsmailia | CairoAlexandriaPort SaidIsmailia | Sức chứa: 74.100           | Sức chứa: 25.500                    |
| CairoAlexandriaPort SaidIsmailia | CairoAlexandriaPort SaidIsmailia |                            |                                     |
| Alexandria                       | Port Said                        | Alexandria                 | Ismailia                            |
| Sân vận động Harras El-Hedoud    | Sân vận động Port Said           | Sân vận động Alexandria    | Sân vận động Ismailia               |
| Sức chứa: 21.650                 | Sức chứa: 24.060                 | Sức chứa: 19.676           | Sức chứa: 16.606                    |
|                                  |                                  |                            |                                     |

## Vòng bảng
Đội in màu xanh lục giành quyền vào tứ kết.
'Giờ thi đấu tính theo giờ địa phương (UTC+2)

### Bảng A
| Đội         | Pld | W | D | L | GF | GA | GD | Pts |
| ----------- | --- | - | - | - | -- | -- | -- | --- |
| Ai Cập      | 3   | 2 | 1 | 0 | 6  | 1  | +5 | 7   |
| Bờ Biển Ngà | 3   | 2 | 0 | 1 | 4  | 4  | 0  | 6   |
| Maroc       | 3   | 0 | 2 | 1 | 0  | 1  | −1 | 2   |
| Libya       | 3   | 0 | 1 | 2 | 1  | 5  | −4 | 1   |

| Ai Cập                                    | 3–0 | Libya |
| ----------------------------------------- | --- | ----- |
| Mido 18' · Aboutreika 22' · A. Hassan 78' |     |       |

| Maroc | 0–1 | Bờ Biển Ngà |
| ----- | --- | ----------- |
|       |     | Drogba 39'  |

| Libya     | 1–2 | Bờ Biển Ngà                 |
| --------- | --- | --------------------------- |
| Kames 42' |     | Drogba 10' · Yaya Touré 74' |

| Ai Cập | 0–0 | Maroc |
| ------ | --- | ----- |
|        |     |       |

| Ai Cập                          | 3–1 | Bờ Biển Ngà |
| ------------------------------- | --- | ----------- |
| Motaeb 8', 69' · Aboutreika 61' |     | A. Koné 43' |

| Libya | 0–0 | Maroc |
| ----- | --- | ----- |
|       |     |       |

### Bảng B
| Đội        | Pld | W | D | L | GF | GA | GD | Pts |
| ---------- | --- | - | - | - | -- | -- | -- | --- |
| Cameroon   | 3   | 3 | 0 | 0 | 7  | 1  | +6 | 9   |
| CHDC Congo | 3   | 1 | 1 | 1 | 2  | 2  | 0  | 4   |
| Angola     | 3   | 1 | 1 | 1 | 4  | 5  | −1 | 4   |
| Togo       | 3   | 0 | 0 | 3 | 2  | 7  | −5 | 0   |

| Cameroon            | 3–1 | Angola             |
| ------------------- | --- | ------------------ |
| Eto'o 20', 39', 78' |     | Flávio 31' (ph.đ.) |

| Togo | 0–2 | CHDC Congo             |
| ---- | --- | ---------------------- |
|      |     | Mputu 45' · LuaLua 64' |

| Angola | 0–0 | CHDC Congo |
| ------ | --- | ---------- |
|        |     |            |

| Cameroon                  | 2–0 | Togo |
| ------------------------- | --- | ---- |
| Eto'o 68' · Meyong Ze 85' |     |      |

| Angola                       | 3–2 | Togo                         |
| ---------------------------- | --- | ---------------------------- |
| Flávio 9', 38' · Maurito 86' |     | Kader 24' · Cherif Touré 67' |

| Cameroon               | 2–0 | CHDC Congo |
| ---------------------- | --- | ---------- |
| Geremi 31' · Eto'o 33' |     |            |

### Bảng C
| Đội     | Pld | W | D | L | GF | GA | GD | Pts |
| ------- | --- | - | - | - | -- | -- | -- | --- |
| Guinée  | 3   | 3 | 0 | 0 | 7  | 1  | +6 | 9   |
| Tunisia | 3   | 2 | 0 | 1 | 6  | 4  | +2 | 6   |
| Zambia  | 3   | 1 | 0 | 2 | 3  | 6  | −3 | 3   |
| Nam Phi | 3   | 0 | 0 | 3 | 0  | 5  | −5 | 0   |

| Tunisia                                   | 4−1 | Zambia      |
| ----------------------------------------- | --- | ----------- |
| dos Santos 35', 82', 90+3' · Bouazizi 53' |     | Chamanga 9' |

| Nam Phi | 0–2 | Guinée                            |
| ------- | --- | --------------------------------- |
|         |     | S. Bangoura 78' · O. Bangoura 88' |

| Zambia   | 1–2 | Guinée                       |
| -------- | --- | ---------------------------- |
| Tana 33' |     | Feindouno 73' (ph.đ.), 90+1' |

| Tunisia                         | 2–0 | Nam Phi |
| ------------------------------- | --- | ------- |
| dos Santos 32' · Ben Achour 58' |     |         |

| Tunisia | 0–3 | Guinée                                          |
| ------- | --- | ----------------------------------------------- |
|         |     | O. Bangoura 16' · Feindouno 70' · Diawara 90+1' |

| Zambia         | 1–0 | Nam Phi |
| -------------- | --- | ------- |
| C. Katongo 75' |     |         |

### Bảng D
| Đội      | Pld | W | D | L | GF | GA | GD | Pts |
| -------- | --- | - | - | - | -- | -- | -- | --- |
| Nigeria  | 3   | 3 | 0 | 0 | 5  | 1  | +4 | 9   |
| Sénégal  | 3   | 1 | 0 | 2 | 3  | 3  | 0  | 3   |
| Ghana    | 3   | 1 | 0 | 2 | 2  | 3  | −1 | 3   |
| Zimbabwe | 3   | 1 | 0 | 2 | 2  | 5  | −3 | 3   |

| Nigeria   | 1–0 | Ghana |
| --------- | --- | ----- |
| Taiwo 85' |     |       |

| Zimbabwe | 0–2 | Sénégal                |
| -------- | --- | ---------------------- |
|          |     | H. Camara 59' · Ba 80' |

| Ghana     | 1–0 | Sénégal |
| --------- | --- | ------- |
| Amoah 13' |     |         |

| Nigeria               | 2–0 | Zimbabwe |
| --------------------- | --- | -------- |
| Obodo 57' · Mikel 60' |     |          |

| Nigeria          | 2–1 | Sénégal       |
| ---------------- | --- | ------------- |
| Martins 79', 88' |     | S. Camara 58' |

| Ghana       | 1–2 | Zimbabwe                       |
| ----------- | --- | ------------------------------ |
| Adamu 90+2' |     | Ahmed 60' (l.n.) · Benjani 68' |

## Vòng đấu loại trực tiếp
|  | Tứ kết                 | Tứ kết                 |                    |        | Bán kết       | Bán kết       |  |  | Chung kết | Chung kết |
|  |                        |                        |                    |        |               |               |  |  |           |           |
|  | 3 tháng 2 – Cairo      |                        |                    |        |               |               |  |  |           |           |
|  |                        |                        |                    |        |               |               |  |  |           |           |
|  | Ai Cập                 | 4                      |                    |        |               |               |  |  |           |           |
|  | Ai Cập                 | 4                      | 7 tháng 2 – Cairo  |        |               |               |  |  |           |           |
|  | CHDC Congo             | 1                      |                    |        |               |               |  |  |           |           |
|  | CHDC Congo             | 1                      | Ai Cập             | 2      |               |               |  |  |           |           |
|  | 3 tháng 2 – Alexandria |                        | Ai Cập             | 2      |               |               |  |  |           |           |
|  |                        | Sénégal                | 1                  |        |               |               |  |  |           |           |
|  | Guinée                 | Sénégal                | 1                  | 2      |               |               |  |  |           |           |
|  | Guinée                 |                        | 10 tháng 2 – Cairo | 2      |               |               |  |  |           |           |
|  | Sénégal                | 3                      |                    |        |               |               |  |  |           |           |
|  | Sénégal                | 3                      | Ai Cập (pen.)      | 0 (4)  |               |               |  |  |           |           |
|  | 4 tháng 2 – Cairo      |                        | Ai Cập (pen.)      | 0 (4)  |               |               |  |  |           |           |
|  |                        | Bờ Biển Ngà            | 0 (2)              |        |               |               |  |  |           |           |
|  | Cameroon               | Bờ Biển Ngà            | 0 (2)              | 1 (11) |               |               |  |  |           |           |
|  | Cameroon               | 7 tháng 2 – Alexandria |                    | 1 (11) |               |               |  |  |           |           |
|  | Bờ Biển Ngà (pen.)     | 1 (12)                 |                    |        |               |               |  |  |           |           |
|  | Bờ Biển Ngà (pen.)     | 1 (12)                 | Bờ Biển Ngà        | 1      |               |               |  |  |           |           |
|  | 4 tháng 2 – Port Said  |                        | Bờ Biển Ngà        | 1      |               |               |  |  |           |           |
|  |                        | Nigeria                | 0                  |        | Tranh hạng ba | Tranh hạng ba |  |  |           |           |
|  | Nigeria (pen.)         | Nigeria                | 0                  | 1 (6)  | Tranh hạng ba | Tranh hạng ba |  |  |           |           |
|  | Nigeria (pen.)         |                        | 9 tháng 2 – Cairo  | 1 (6)  |               |               |  |  |           |           |
|  | Tunisia                | 1 (5)                  |                    |        |               |               |  |  |           |           |
|  | Tunisia                | 1 (5)                  | Sénégal            | 0      |               |               |  |  |           |           |
|  |                        |                        |                    |        |               |               |  |  |           |           |
|  | Nigeria                | 1                      |                    |        |               |               |  |  |           |           |
|  | Nigeria                | 1                      |                    |        |               |               |  |  |           |           |

### Tứ kết
| Guinée                        | 2–3 | Sénégal                                |
| ----------------------------- | --- | -------------------------------------- |
| Diawara 24' · Feindouno 90+5' |     | Diop 61' · Niang 83' · H. Camara 90+3' |

| Ai Cập                                                  | 4–1 | CHDC Congo            |
| ------------------------------------------------------- | --- | --------------------- |
| A. Hassan 33', 89' (ph.đ.) · H. Hassan 39' · Moteab 57' |     | El-Saqqa 45+2' (l.n.) |

| Nigeria                                                          | 1–1 (s.h.p.) | Tunisia                                                                                     |
| ---------------------------------------------------------------- | ------------ | ------------------------------------------------------------------------------------------- |
| Obinna 6'                                                        |              | Haggui 49'                                                                                  |
| Loạt sút luân lưu                                                |              |                                                                                             |
| Yobo · Taiwo · Ayila · Obinna · Martins · Mikel · Enyeama · Kanu | 6–5          | Namouchi · Guemamdia · Chedli · Ben Achour · Clayton · Boumnijel · Hadj Massaoud · Bouazizi |

| Cameroon                                                                                               | 1–1 (s.h.p.) | Bờ Biển Ngà                                                                                             |
| --- | ------------ | --- |
| Meyong Ze 95'                                                                                          |              | B. Koné 92'                                                                                             |
| Loạt sút luân lưu                                                                                      |              | |
| Eto'o · Geremi · Atouba · Kome · Meyong Ze · Makoun · Song · Saidou · Douala · Bikey · Hamidou · Eto'o | 11–12        | Drogba · K. Touré · B. Koné · Faé · A. Koné · Kouassi · Romaric · Boka · Zokora · Zoro · Tizié · Drogba |

### Bán kết
| Ai Cập                           | 2–1 | Sénégal   |
| -------------------------------- | --- | --------- |
| A. Hassan 37' (ph.đ.) · Zaki 81' |     | Niang 52' |

| Nigeria | 0–1 | Bờ Biển Ngà |
| ------- | --- | ----------- |
|         |     | Drogba 47'  |

### Tranh hạng ba
| Sénégal | 0–1 | Nigeria   |
| ------- | --- | --------- |
|         |     | Lawal 79' |

### Chung kết
| Ai Cập                                                      | 0–0 (s.h.p.) | Bờ Biển Ngà                         |
| ----------------------------------------------------------- | ------------ | ----------------------------------- |
|                                                             |              |                                     |
| Loạt sút luân lưu                                           |              |                                     |
| A. Hassan · Abdelwahab · Abdel Halim Ali · Zaky · Aboutrika | 4–2          | Drogba · K. Touré · B. Koné · Eboué |

## Vô địch
| Vô địch Cúp bóng đá châu Phi 2006 Ai Cập Lần thứ năm |

## Danh sách cầu thủ ghi bàn
5 bàn
- Samuel Eto'o

4 bàn
| - Ahmed Hassan | - Pascal Feindouno | - Francileudo dos Santos |

3 bàn
| - Emad Moteab | - Flávio | - Didier Drogba |

2 bàn
| - Mohamed Aboutreika - Albert Meyong Ze - Ousmane Bangoura | - Kaba Diawara - Obafemi Martins | - Henri Camara - Mamadou Niang |

1 bàn
| - Norberto Maurito - Geremi - Lomana LuaLua - Tresor Mputu - Arouna Koné - Bakari Koné - Yaya Touré - Hossam Hassan - Mido - Amr Zaki - Baba Adamu | - Matthew Amoah - Sambégou Bangoura - Abdusalam Khames - Garba Lawal - John Obi Mikel - Victor Nsofor Obinna - Christian Obodo - Taye Ismaila Taiwo - Issa Ba - Souleymane Camara | - Papa Bouba Diop - Mohamed Kader - Mamam Cherif Touré - Selim Ben Achour - Riadh Bouazizi - Karim Haggui - James Chamanga - Christopher Katongo - Elijah Tana - Benjani Mwaruwari |

phản lưới nhà
| - Abdel-Zaher El-Saqua (trong trận gặp CHDC Congo) | - Issah Ahmed (trong trận gặp Zimbabwe) |  |

## Đội hình tiêu biểu
Thủ môn
- Essam El-Hadary

Hậu vệ
- Emmanuel Eboué
- Rigobert Song
- Wael Gomaa
- Taye Taiwo

Tiền vệ
- Stephen Appiah
- Mohamed Aboutreika
- Ahmed Hassan
- Pascal Feindouno

Tiền đạo
- Didier Drogba
- Samuel Eto'o